# Association sportive de Strasbourg (basket-ball)
Pour le club omnisports, voir Association sportive de Strasbourg.
L'Association sportive de Strasbourg est un club français de basket-ball basé dans la ville de Strasbourg. Il s'agit d'une section du club omnisports de l'AS Strasbourg. Le club, qui évolue à un niveau régional ou départemental, est pourtant connu pour son équipe féminine, championne de France en 1948.
Les équipes évoluent dans le gymnase de la Rotonde, rue Pierre Nuss à Strasbourg Cronenbourg.

## Palmarès
- Champion de France : 1948 (féminine)

## Joueuses et Joueurs célèbres ou marquant(es)
- Irène Dreschel